# Yves Pouliquen
Pour les articles homonymes, voir Pouliquen.
Yves Pouliquen, né le 17 février 1931 à Mortain (devenu Mortain-Bocage) et mort le 5 février 2020 à Paris, est un essayiste et ophtalmologue français, spécialiste des maladies de la cornée.
Il est élu à l'Académie nationale de médecine en 1992 et à l'Académie française en 2001.
Il est le président de la fondation Singer-Polignac de 2006 jusqu'à son décès et le président d'honneur de l'Organisation pour la prévention de la cécité, qu'il présida de 1997 à 2009.

## Biographie
Fils d'instituteur, son père meurt alors qu'il a treize ans, à la suite de quoi sa mère déménage à Avranches pour créer et diriger un pensionnat de jeunes filles. Élevé avec ses deux frères dans cette ville, Yves Pouliquen entre au collège Émile Littré en 1942 pour y suivre des études secondaires et obtient son baccalauréat en 1949.
Yves Pouliquen vient à Paris et entre en Mathématiques supérieures au lycée Louis-le-Grand, mais découvre qu'il n'est pas fait pour cette discipline et abandonne au bout de deux mois. Il fait alors ses études universitaires en faculté de médecine où il rencontre une jeune fille dont le père est ophtalmologiste et qui deviendra son épouse.
Il passe son externat des hôpitaux en 1954 et entre comme interne des hôpitaux en 1956. Il se spécialise en ophtalmologie en 1963. Nommé ophtalmologiste des Hôpitaux et professeur agrégé en 1966, il devient professeur à titre personnel en 1979 et chef du service d’ophtalmologie de l’Hôtel-Dieu de Paris de 1980 à 1996. Il dirige l'Unité 86 de recherche en ophtalmologie de l’INSERM entre 1979 à 1998 et présidé la Banque française des yeux de 1985 à 1999.
Il est élu à l'Académie française en 2001, au 35e fauteuil, qu'occupait jusqu'alors Louis Leprince-Ringuet. Il est président d'honneur de la Société Jules-Barbey-d'Aurevilly.
Il meurt à Paris le 5 février 2020. Son épouse Jacqueline est décédée le 31 décembre 2022.
Fratrie
Jean Claude Pouliquen
1938-2004 Chirurgien, chef du Service d'orthopédie pédiatrique de l'hôpital Raymond-Poincaré, Garches, Hauts-de-Seine et de l'hôpital Necker-Enfants malades, Paris.

## Ouvrages
- 1967 : La Transparence de la cornée, éditions Masson.
- 1969 : Atlas d'histologie et d'ultrastructure de l'œil, éditions Masson.
- 1973 : Les Homogreffes de la cornée, éditions Masson.
- 1974 : Les Lentilles souples, édition Masson.
- 1983 : L'Herpès de la cornée, précis d'ophtalmologie, éditions Masson.
- 1990 : La Cataracte, éditions Hermann.
- 1992 : La Transparence de l'œil, éditions Odile Jacob, rééd. 2011.
- 1995 : Les Yeux de l'autre, éditions Odile Jacob.
- 1999 : Un oculiste au temps des Lumières : biographie de Jacques Daviel, éditions Odile Jacob.
- 2003 : Le Geste et l'Esprit, éditions Odile Jacob.
- 2006 : Mme de Sévigné et la médecine du Grand siècle, éditions Odile Jacob.
- 2008 : Le Médecin et le Dictateur, éditions Odile Jacob.
- 2009 : Félix Vicq d'Azyr, les Lumières et la Révolution : le médecin de Marie-Antoinette, éditions Odile Jacob.
- 2010 : Discours de réception de Jean-Christophe Rufin à l'Académie française et réponse d'Yves Pouliquen, éditions Gallimard.
- 2011 : Lunettes ou laser ? : choisir sa vision, éditions Odile Jacob (avec Jean-Jacques Saragoussi).
- 2013 : Cabanis : la vie d'un idéologue, éditions Odile Jacob.
- 2014 : Que sais-je ? Que suis-je ? : pas à pas et tous comptes faits, éditions Odile Jacob.
- 2018 : L'Œil dévoilé, l'œil guéri, Odile Jacob  (ISBN 978-2-7381-3968-9).
- 2019 : Les Immortels et la Révolution, Odile Jacob  (ISBN 978-2-7381-4967-1).

## Prix et distinctions
- Grand officier de la Légion d'honneur le 30 décembre 2011 (commandeur le 19 février 2001[7])
- Grand officier de l'ordre national du Mérite. (nommé commandeur en 1997[8], officier du 1er février 1991)
- Commandeur du Ouissam alaouite
- Prix mondial Cino-Del-Duca (1994)
- Membre de l'Académie du royaume du Maroc[9].